# Фуанунуиава
Фатафехи Фуанунуиава (тонг. Fatafehi Fuanunuiava; 1765—1810) — высший священный верховный правитель Империи Тонга из династии Туи-тонга.

## Биография
Фуанунуиава был пятым ребенком, но старшим сыном и преемником Фатафехи Паулахо от его первой жены Тупоу Мохеофо. Получил титул туи-тонга после отречения своего дяди Маулупекотофа в 1793 году. В те времена власть туи-тонга ослабла и была номинальной, фактически на каждом острове управление находилась в руках местных вождей. Три наиболее могущественных клана вели борьбу за власть в Тонга. 
В 1799 году был убит представитель клана туи-канокуполу, после чего началась длительная гражданская война. Двое детей Фатафехи Фуанунуиава были принесены в жертву (задушены) для успокоения богов. Оставшийся в живых сын Лауфилитонга стал последним тридцать девятым туи-тога. Фатафехи Фуанунуиава умер в 1810 году.